# Фоллдал
Фоллдал (норв. Folldal) — коммуна в губернии Хедмарк в Норвегии. Административный центр коммуны — город Фоллдал. Официальный язык коммуны — нейтральный. Население коммуны на 2007 год составляло 1674 чел. Площадь коммуны Фоллдал — 1275,3 км², код-идентификатор — 0439.

## История населения коммуны
Население коммуны за последние 60 лет.

Статистика коммуны Фоллдал